# Ярославская улица (Петрозаводск)
Ярославская улица — улица в Петрозаводске. Расположена в районе Древлянка. Проходит от Лососинского шоссе до улицы Хейкконена. Длина — около 570 метров. Участок от Скандинавского проезда до улицы Хейкконена — грунтовая дорога.

## История
Улица была создана в начале 1990-х годов во время активной застройки микрорайона Древлянка-4.
В 2017 году улица, как и Скандинавский проезд, была передана в муниципальную собственность, что позволило открыть по ней автобусное движение.
В 2020 году была обустроена пешеходная дорожка вдоль Лососинского шоссе от Ярославской улицы к улице Хейкконена, что улучшило мобильность местных жителей
В апреле 2021 года в период таянья снега дорога обвалилась близ выезда на Лососинское шоссе
Осенью 2022 года движение от Скандинавского проезда до Лососинского шоссе было перекрыто в связи с реконструкцией Лососинского шоссе.

## Застройка

### Нечётная сторона
Нечётная сторона застроена промышленными и коммерческими зданиями, такими как автосалон, спортзал, продуктовый магазин, гаражи, наземные парковки и прочее. На этой же стороне находится единственный дом, имеющий в адресе упоминание Ярославской улицы

### Чётная сторона
Чётная сторона представляет собой автомойку, лесополосу и строящийся с 2023 года крытый двухуровневый паркинг.

## Транспорт

### Автобус
Не смотря на присутствие общественного транспорта на улице, остановочные пункты отсутствуют. На 27 мая 2025 года по улице проходят маршруты:
- № 4 «Рабочая улица — Финский проезд», в направлении Рабочей улицы[8];

- № 12 «Финский проезд — ЖК Бульвар у родников», во всех направлениях[9];

- № 14 «Рабочая улица — Финский проезд», в направлении Рабочей улицы[10];

- № 17 «Финский проезд — ЖК Бульвар у родников», во всех направлениях[11];
- № 19 «Финский проезд — ЗАО „Петрозаводскмаш“», во всех направлениях[12];
- № 23 «Финский проезд — Зимник», в направлении Зимника[13];
- № 28 «Рабочая улица — Финский проезд», в направлении Рабочей улицы[14].